# Lucien Balland
Pour les articles homonymes, voir Balland.
Lucien Balland, né le 18 janvier 1928 à Saint-Dié-des-Vosges (Vosges) et mort le 7 mars 2021 dans la même commune, est un artiste potier, sculpteur, mime, philologue des textes anciens et conteur polyglotte français.

## Biographie
Lucien Charles Henri Balland est né le 18 janvier 1928, d'un père artisan coiffeur et d'une mère arménienne, rescapée du génocide de 1915. 
Dès son plus jeune âge, Lucien Balland éprouve une vocation artistique. Doué pour le dessin et fasciné par la matière riche, il entre à l’école Boulle de Paris où il étudie l’expression artistique dans le mobilier, le modelage et la sculpture.   
Ses études sont interrompues lors de son départ au service militaire. Une fois celui-ci achevé, Lucien Balland travaille pour un architecte décorateur parisien. Il tente alors de percer dans la technique du dessin animé, alors en plein marasme en France. Lucien Balland s'adonne alors à divers métiers dans la capitale : vendeur de journaux, plongeur, manipulateur guignoliste au parc Montsouris. Pendant cette période, il fait connaissance avec les « gueux » de Saint-Germain et leurs « poètes œnologues ».  
Il suit alors des leçons de mime chez Marcel Marceau, et le soir dans sa mansarde travaille à la recherche d’une technique personnelle pour une nouvelle forme d'expression : après quelques œuvres utilitaires et commerciales, il se dirige vers l’abstrait. Selon l'expression « dix doigts valent dix instruments », il revient à l'expression et à la technique primitives : sans tour, presque sans outils. 

« Je voudrais me détacher de plus en plus de la production utilitaire pour conserver seulement l’expression artistique, faire de la céramique un art purement décoratif. Les gens de l’Est qui, plus que les Méridionaux, vivent dans leur intérieur, doivent savoir l’orner. Et la céramique peut leur apporter le cachet lumineux du bien-être et ie reflet d’une gracieuse Insouciance.  »

— Lucien Balland, 1952

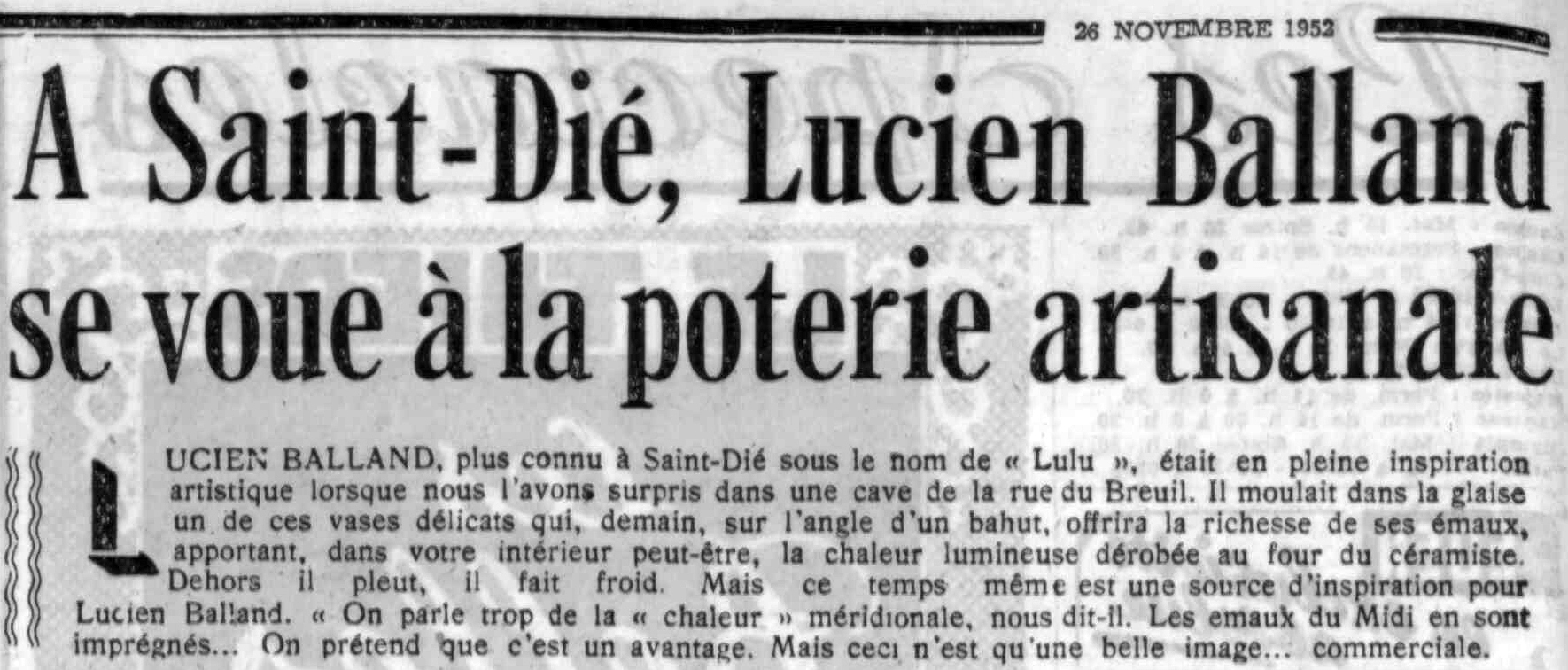
Article de L'Est Républicain du 26 novembre 1952

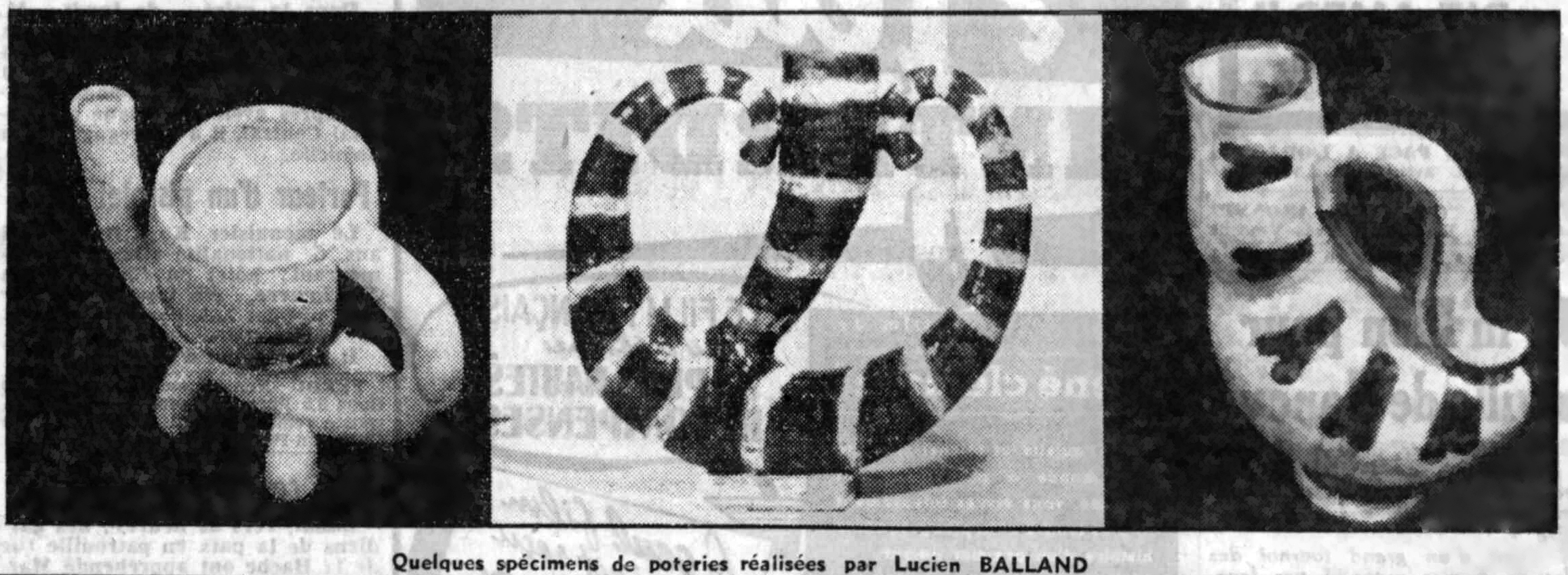
Quelques réalisations de Lucien Balland dans L'Est Républicain du 26 novembre 1952

En 1953, une rencontre va marquer un tournant de sa vie avec la découverte de la non-violence, philosophie, religion et mode de vie hérités du Mahatma Gandhi et rapportées en Europe et Lucien Balland deviendra un allié actif de la Communauté de l'Arche de Lanza del Vasto jusqu'à sa disparition.  

Lucien Balland expose ses créations dans son atelier déodatien au col des Raids de Robache, au cloître de la cathédrale de Saint-Dié, ou lors d'événements comme des fêtes médiévales.

Quelques expositions de Lucien Balland aux fêtes médiévales
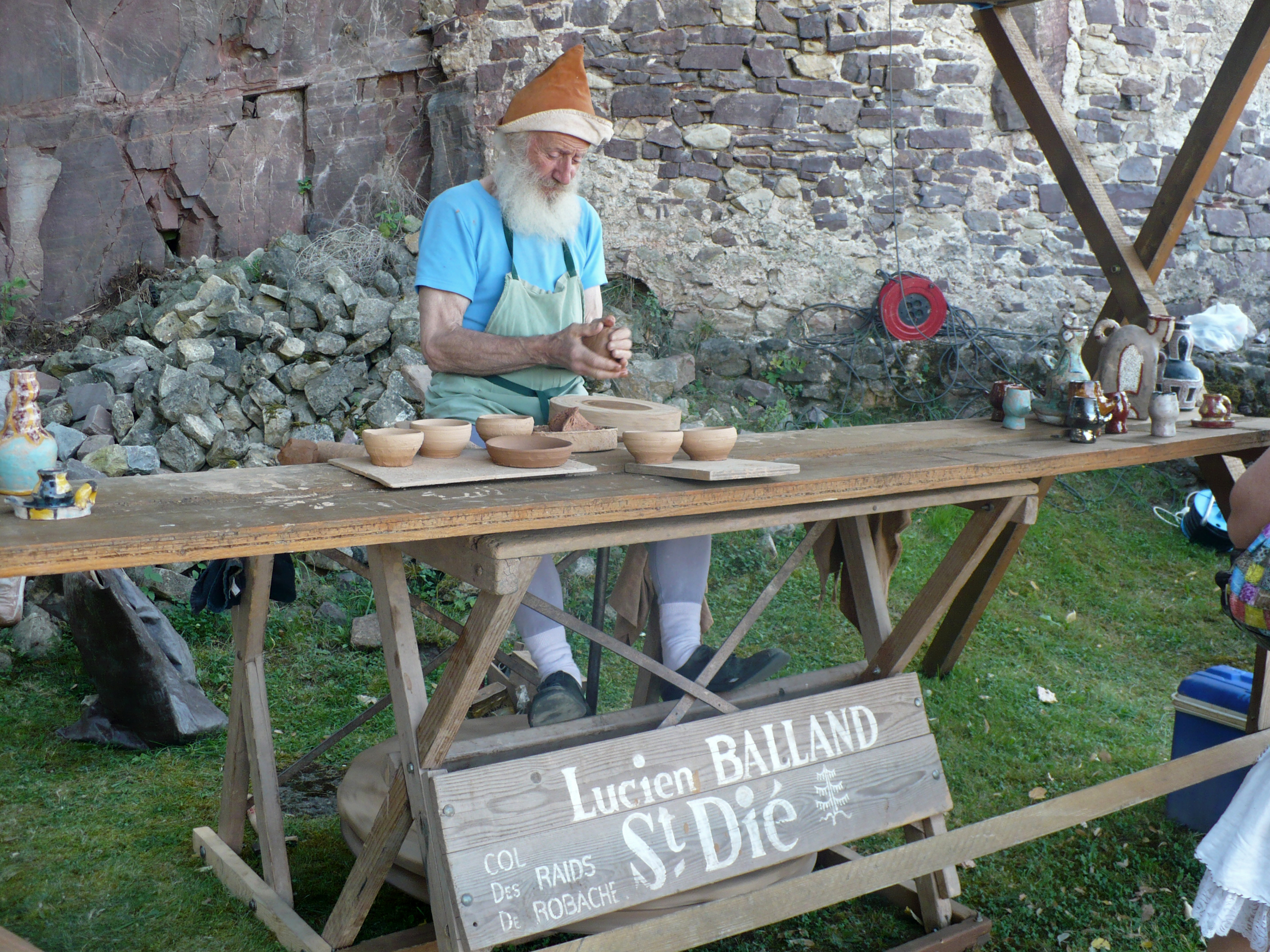
Sierck-les-Bains le 23 août 2009.
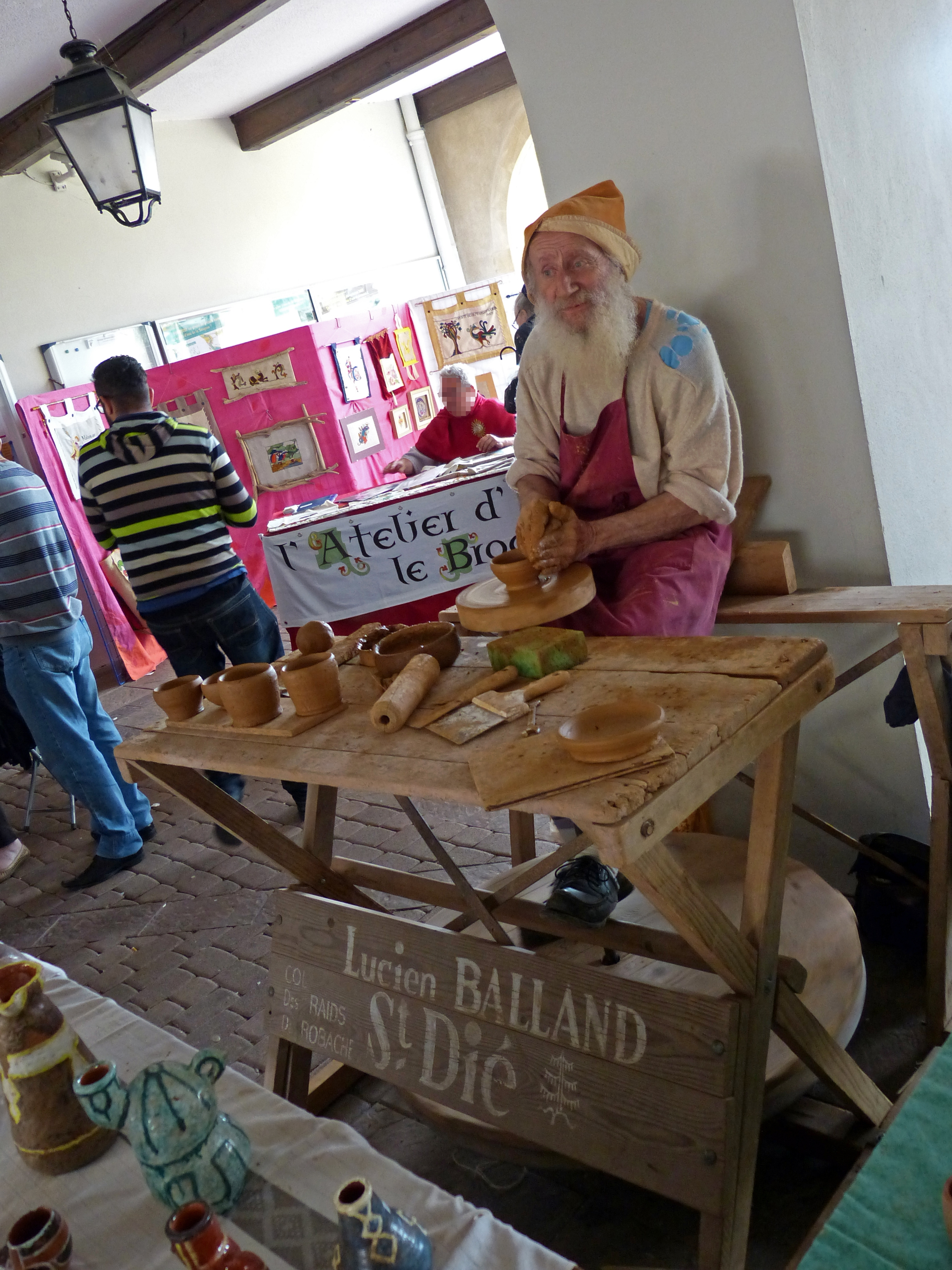
Briey le 22 juin 2013.
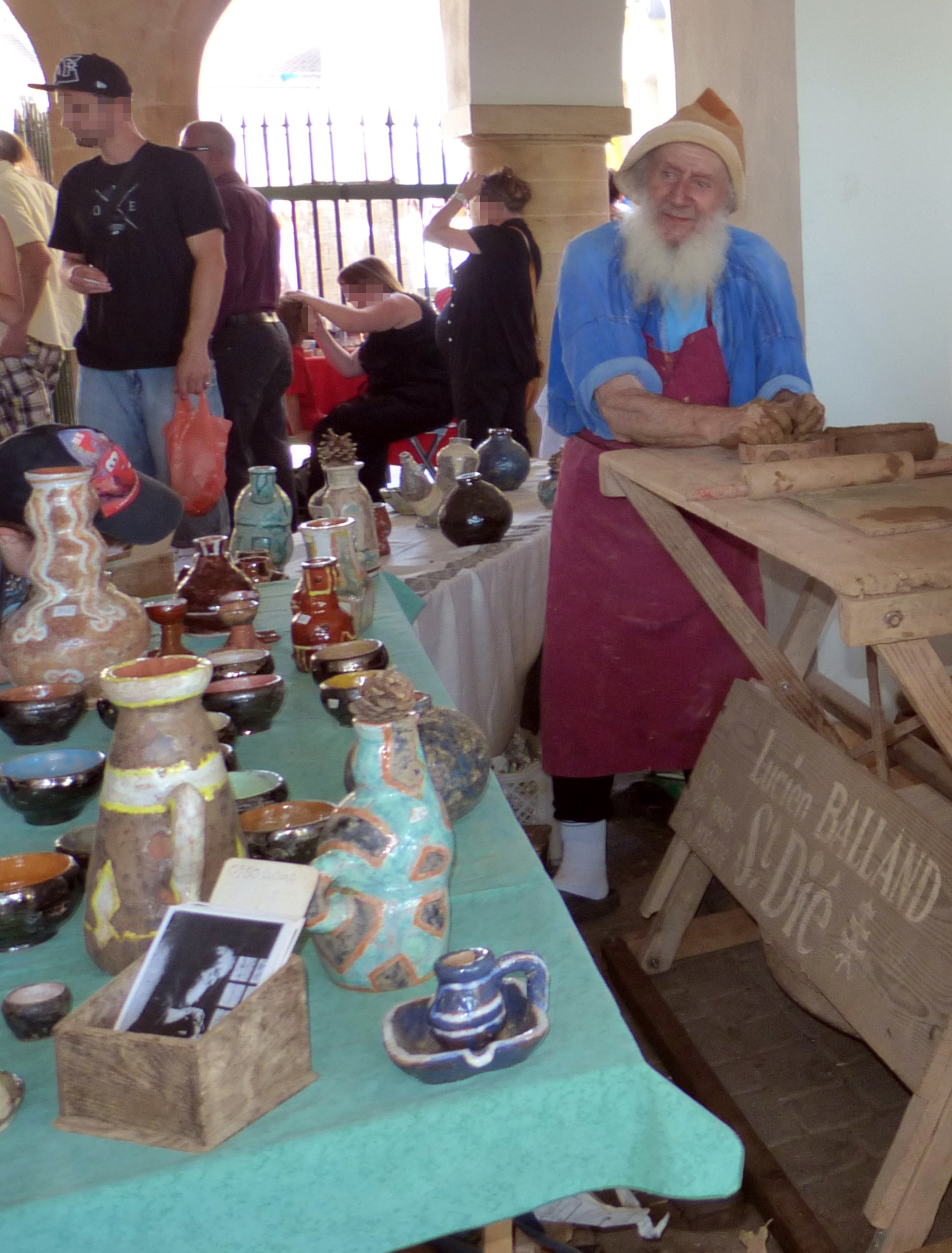
Briey, le 22 juin 2014.

En 1990, il apparaît dans le court-métrage « Racines d'herbe » réalisé par Jean-Claude Braun.  
Passionné par les langues, il maîtrise l'analyse sémantique des textes anciens en hébreu, arabe, grec et latin, et déchiffre le sanskrit, le chinois et le japonais, entre autres. Sa passion pour les livres religieux (Torah, Nouveau Testament, Coran, Bhagavad Gita)  le conduit de la Terre Sainte à l'Arménie, en passant par Mostaganem où il vit le ramadan dans un monastère Soufi, ou à faire partie des rares chrétiens à être invité et à intervenir au Nouveau Colloque des Intellectuels Juifs à la Sorbonne et au Congrès juif mondial. 
Orateur né, philologue autodidacte, érudit et en perpétuelle recherche d'approfondissement de ses découvertes, il donne de nombreuses conférences dont la Sorbonne, et en province (Lycée Jules Ferry, Saint-Dié-des-Vosges) et auprès de nombreuses associations culturelles et intellectuelles[réf. nécessaire].  
Lucien Balland devint de 1974 à 1988 le gérant du foyer Saint-Martin à Saint-Dié des Vosges (démoli en 2021) au titre du programme socio-culturel d'intégration lancé par Lionel Stoléru où il aide de nombreuses familles nord-africaines et sénégalaises. Il donne également des cours de catéchisme à l'école Sainte-Marie de la commune. 
Il meurt le 7 mars 2021 dans sa ville de Saint-Dié où, après des obsèques en la cathédrale, il est inhumé le 10 au cimetière communal. 

### Famille
En 1959, Lucien Balland épouse Madeleine Bertin (morte en octobre 2020) avec laquelle il a quatre fils : Olivier, Benoit, Jérôme et Grégoire. Il est six fois grand-père.

## Récompense
En juin 1952, une médaille d’or lui est décernée à l'exposition artisanale à Épinal.

### Vidéographie
- Racines d'herbe, Jean-Claude Braun, 1990.